# Famille Gemayel

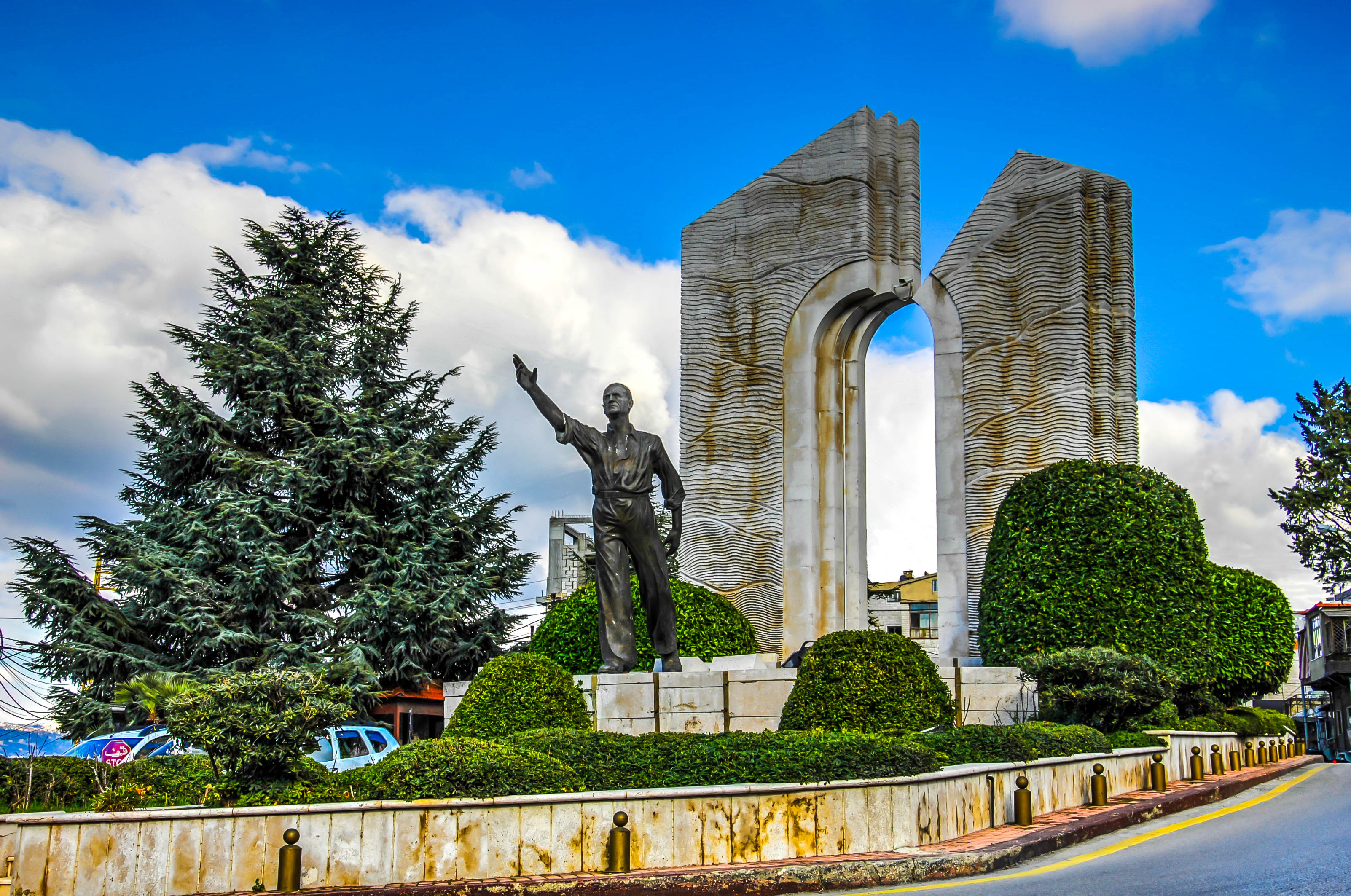
Mémorial de Pierre Gemayel à Bikfaya.

La famille Gemayel (الجميّل, diminutif de jamîl[réf. nécessaire] : « beau » en arabe) est une des plus grandes familles du Liban. Elle a joué un grand rôle dans l'histoire du Liban. C'est une famille maronite originaire de Bikfaya.

## XVIIIesiècle
- Philippe Gemayel, patriarche maronite de 1795 à 1796.

## XXesiècle
Lignée de Pierre Gemayel :
1re génération :
- Pierre Gemayel (1905-1984), homme politique libanais fondateur du parti Kataëb. Père d'Amine et Bachir.
- Maurice Gemayel (1910-1970), homme politique libanais. Beau-frère de Pierre Gemayel

2e génération :
- Amine Gemayel (1942-), président de la République libanaise de 1982 à 1988. Fils de Pierre et frère de Bachir.
- Bachir Gemayel (1947-1982), président de la République libanaise en 1982, homme politique libanais fondateur des Forces libanaises. Fils de Pierre, frère d'Amine, père de Nadim et de Maya (qui meurt en bas âge dans un attentat).
- Solange Gemayel (1949-), personnalité politique. Veuve de Bachir et mère de Nadim.

3e génération :
- Nadim Gemayel (1982-), homme politique. Fils de Bachir et de Solange
- Pierre Amine Gemayel (1972-2006), homme politique libanais. Fils d'Amine Gemayel
- Samy Gemayel (1980-), homme politique et député au Parlement libanais. Fils d'Amine Gemayel

Autre :
- Boutros Gemayel, archevêque émérite de Chypre pour les maronites.
- Nasser Gemayel, premier évêque de l'éparchie Notre-Dame-du-Liban de Paris des Maronites.

## Portraits

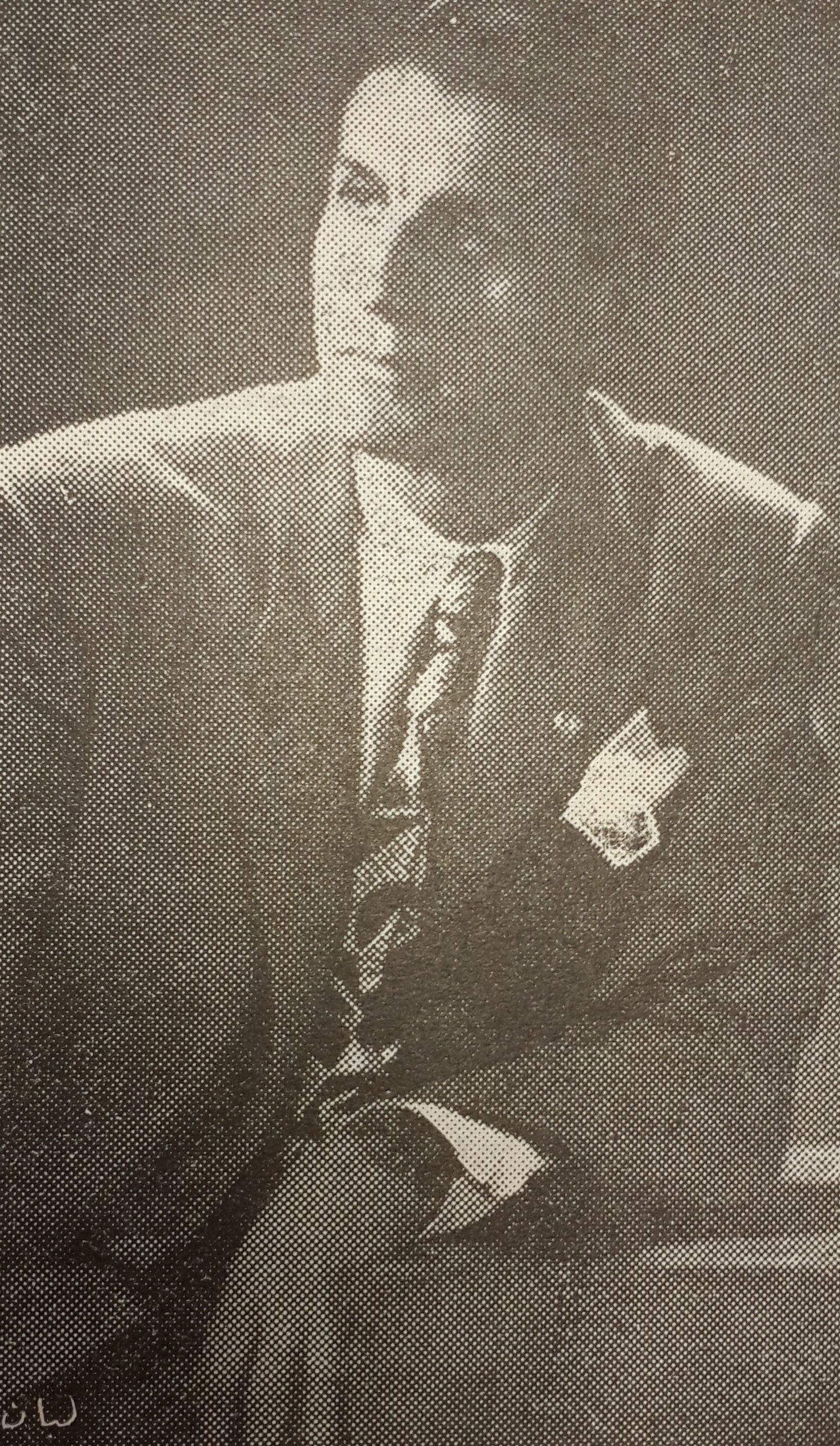
Pierre Gemayel
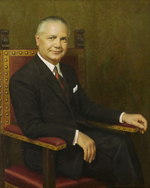
Maurice Gemayel
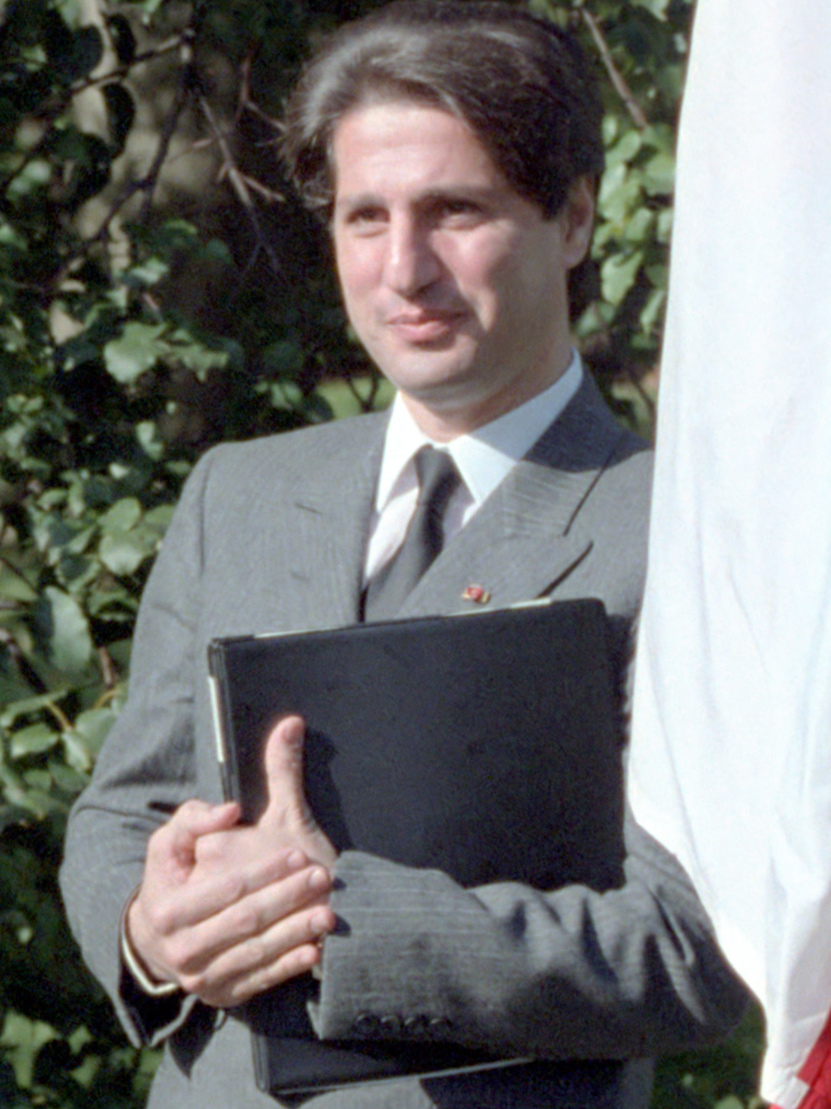
Amine Gemayel
Bachir Gemayel
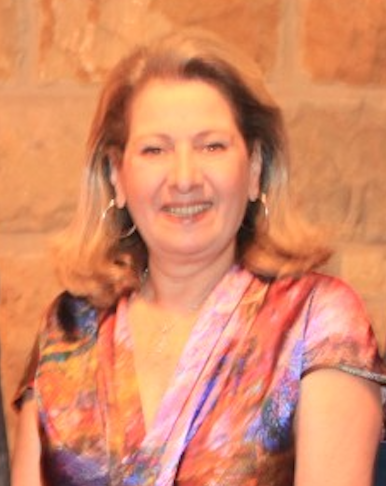
Solange Gemayel
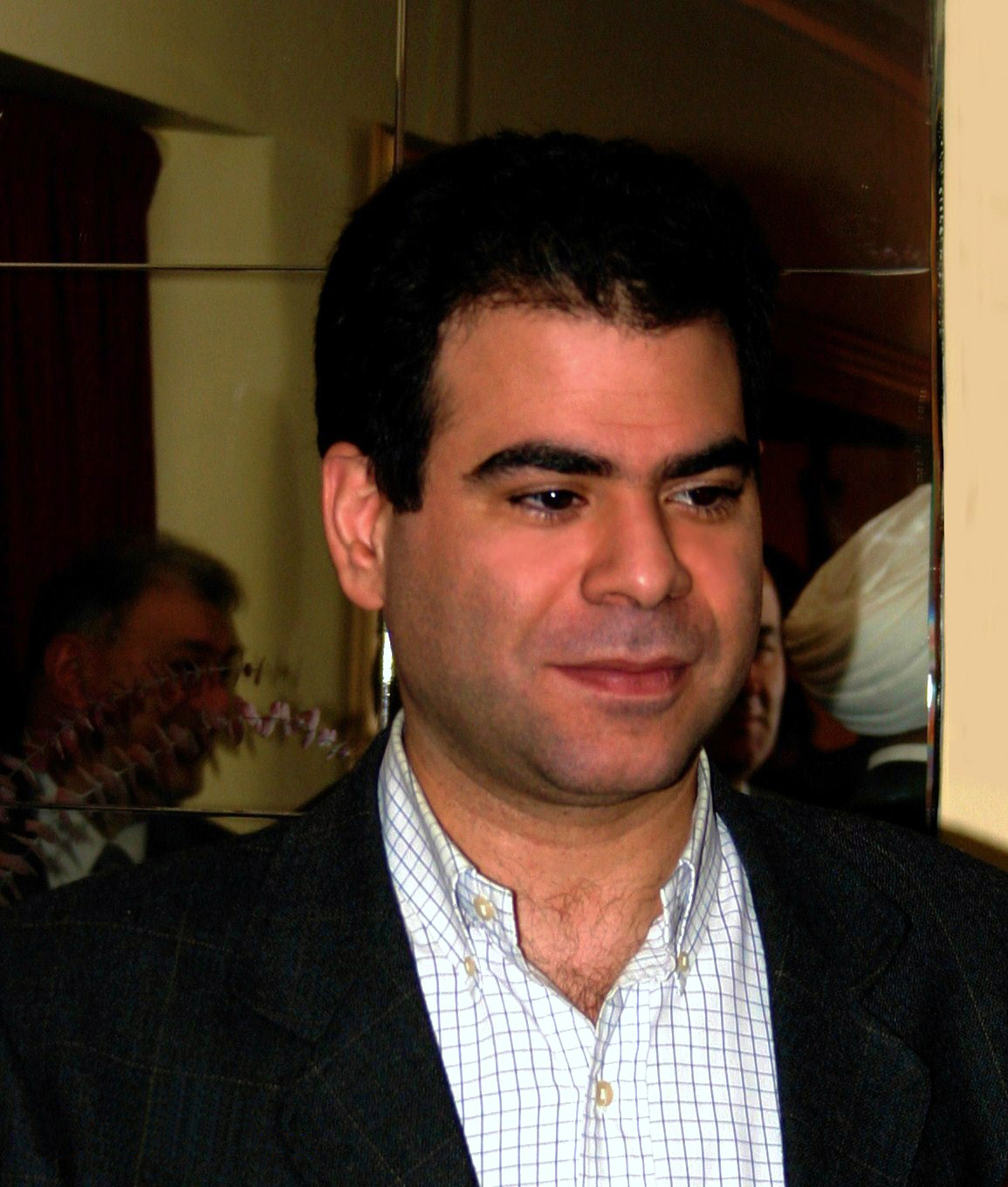
Pierre Amine Gemayel
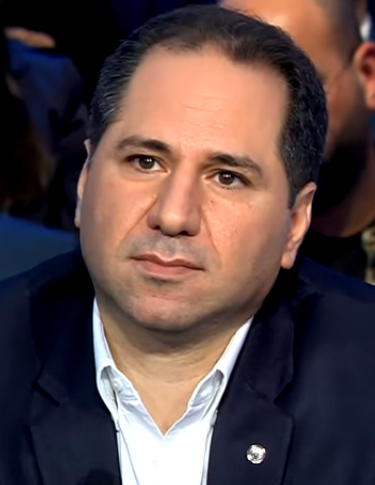
Samy Gemayel